# Gmach poczty w Katowicach
Gmach poczty w Katowicach – budynek poczty, położony przy ulicy Pocztowej 9 w Katowicach, w dzielnicy Śródmieście. Jest on siedzibą Urzędu Pocztowego Katowice 1 Poczty Polskiej.
Gmach ten powstał w latach 1892–1893 w miejscu budynku szkoły. Wzniesiono go w stylu neorenesansowym z charakterystyczną wieżyczką. Budynek ten kilkukrotnie przebudowano, a współczesny modernistyczny wygląd gmach ten uzyskał po przebudowie z 1937 roku. Wpisany jest on do rejestru zabytków oraz gminnej ewidencji zabytków.

## Historia

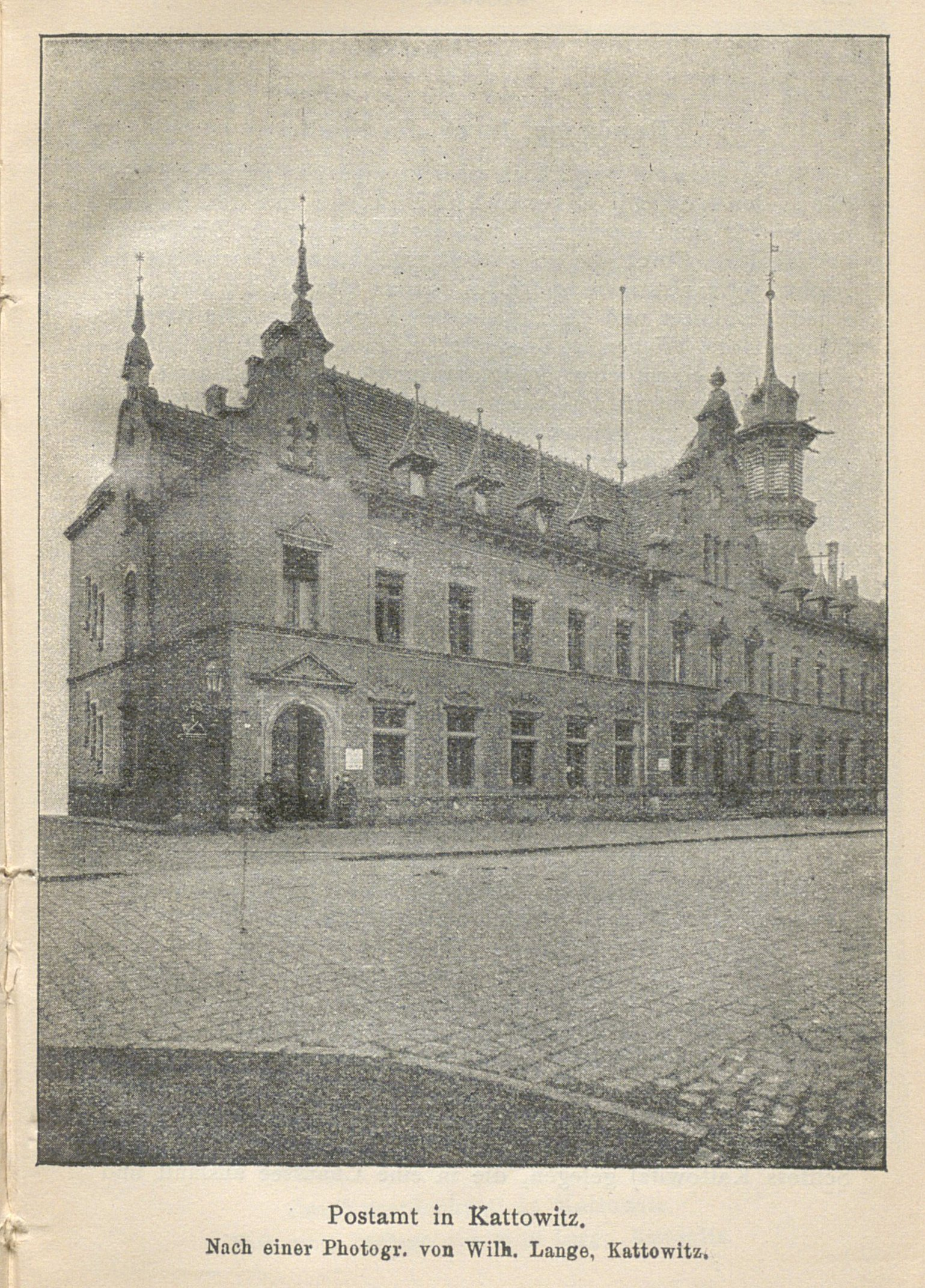
Gmach poczty w pierwotnej formie; zdjęcie wydane w 1904 roku

Zanim wybudowano gmach poczty przy dzisiejszej ulicy Pocztowej, na działce znajdował się budynek pierwszej katowickiej szkoły otwartej w 1827 roku. Gmach Cesarskiego Urzędu Poczty (niem. Kaiserliches Postamt), został wzniesiony na działce zakupionej od miasta Katowice. Działka o powierzchni prawie 2,5 tys. m² została zakupiona 9 maja 1891 roku za cenę 57 tys. marek. Projekt gmachu powstał w Berlinie i został zatwierdzony 30 maja 1892 roku.
Budowa budynku poczty rozpoczęła się 9 czerwca 1892 roku, zaś jego uroczyste otwarcie nastąpiło 3 grudnia 1893 roku. Nowo wybudowany gmach poczty architektonicznie charakteryzował się formą neorenesansową z wieżyczką i elewacją w kolorze rdzawym. W 1904 roku oddano do użytku tylne skrzydło gmach poczty, a także nadbudowano jedno piętro do starego gmachu. Zlikwidowano wówczas także wieżę z telegrafem.
W 1913 roku gmach poczty został przebudowany, w ramach prac nadano mu wówczas cechy modernistyczne. Powstała także kolumnada, a tylne prostopadłe skrzydło uzyskało świetliki dachowe. Obiekt w tym czasie należał do Urzędu Pocztowego Rzeszy (niem. Reichspostverwaltung).
W okresie międzywojennym w budynku mieściła się jedna z ośmiu polskich Dyrekcji Okręgu Poczt i Telegrafów, Urząd Pocztowo-Telekomunikacyjny Katowice 1 i Rejonowy Urząd Telefoniczno-Telegraficzny. W latach 1930–1932 najwyższe piętra gmachu przebudowano pod pomieszczenia centrali telefonicznej, na parterze wybito dwa nowe okna, zaś na pierwszym i trzecim piętrze po jednym. W 1937 roku gmach poczty przebudowano do współczesnej formy w stylu modernistycznym.
W maju 2014 roku Poczta Polska przygotowała do sprzedaży gmach poczty przy ulicy Pocztowej. Wówczas to gmach ten wyceniono na 15 mln złotych, a placówka Poczty polskiej miała nadal działać w tym samym budynku. 19 czerwca 2015 roku odbyła się trzecia licytacja gmachu Poczty Polskiej, przy której obniżono cenę z 15 na 13,5 mln złotych. Wcześniejsze dwie licytacje z 28 listopada 2014 i 30 stycznia 2015 roku odwołano z uwagi na brak chętnych na kupno gmachu. Poczta Polska w 2019 roku zrezygnowała z planów sprzedaży gmachu, a na początku października tego samego roku powiadomiła o planach odnowienia gmachu. 2 października 2019 roku został podpisany list intencyjny pomiędzy Pocztą Polską a Polskim Holdingiem Nieruchomości w sprawie wspólnego zagospodarowania budynku. Planowano wówczas połączenie funkcji pocztowej z działalnością edukacyjno-kulturalną, a mieszkańcy Katowic mieli także decydować o funkcji gmachu.

## Charakterystyka

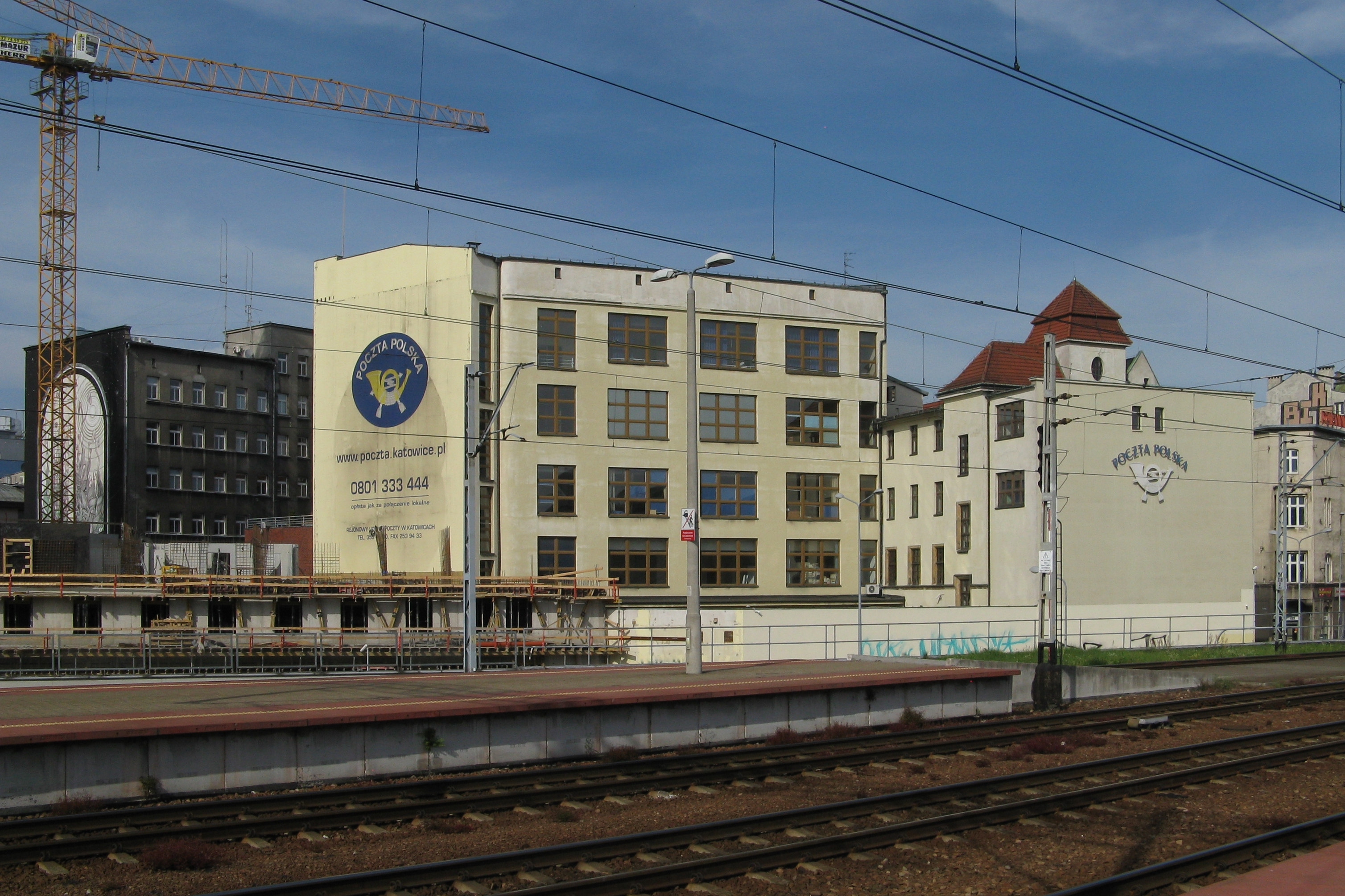
Widok z południa (2020)

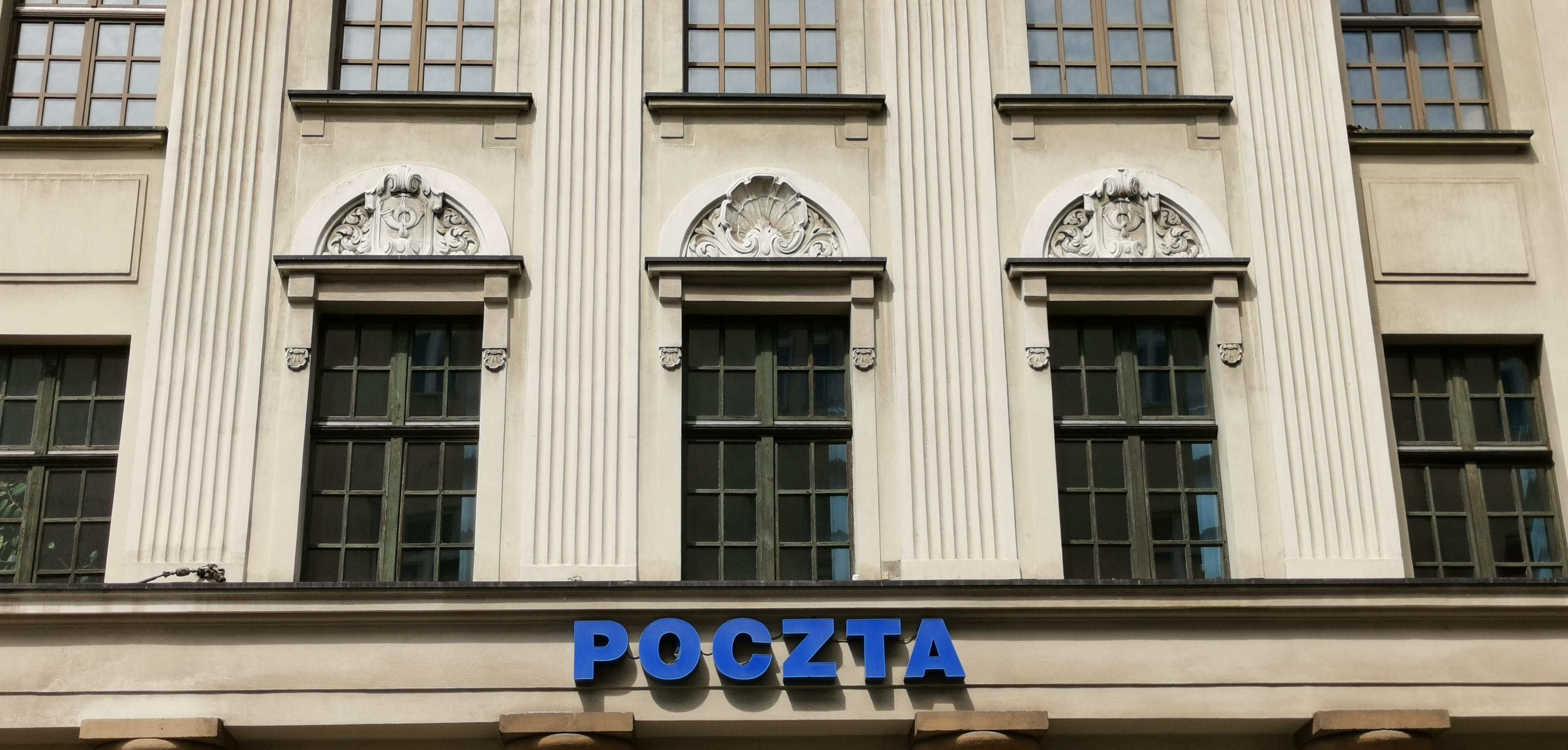
Fragment fasady (2024)

Gmach poczty położony jest przy ulicy Pocztowej 9 w Katowicach, w granicach dzielnicy Śródmieście. Znajduje się on w zachodniej pierzei ulicy, w zwartym kwartale zabudowy, w pobliżu katowickiego Rynku, siedziby Urzędu Miasta Katowice i głównego dworca kolejowego. W gmachu tym działa całodobowo Urząd Pocztowy Katowice 1 Poczty Polskiej.
Powierzchnia użytkowa gmachu Poczty Polskiej wynosi 5944,95 m², z czego na potrzeby Urzędu Pocztowego Katowice 1 wykorzystywanych jest około 2,5 tys. m² powierzchni. Powierzchnia zabudowy budynku wynosi 1684 m². Ma on cztery kondygnacje nadziemne i jedną podziemną.
Obecny wygląd gmachu pochodzi z 1937 roku i architektonicznie ma on styl modernistyczny z elementami neoklasycystycznymi i charakteryzuje się dziewiętnastoosiową fasadą w białawych odcieniach. Fasada na poziomie pierwszej kondygnacji jest boniowana. Na parterze w rejonie wejście znajduje się osiem kolumn. Brama wjazdowa na podwórze zlokalizowana jest na pierwszej i drugiej osi.
Na wysokości trzech środkowych osi wysuwa się pseudoryzalit z lizenami, który został zwieńczony tympanonem. Fasada ma także zdobienia w formie medalionów pomiędzy oknami drugiej i trzeciej kondygnacji, nad oknami zaś w pseudoryzalicie znajdują się półokrągłe przyczółki, które wypełniono płaskorzeźbami przedstawiającymi muszlę i pocztową trąbkę sygnałową. Nad trzecią kondygnacją pociągnięto zaś gzyms koronujący.
We wnętrzu gmachu zachowały się dwie dwubiegowe klatki schodowe z kutą balustradą ze zdobieniami o motywach roślinnych. Główna klatka schodowa powstała w okresie międzywojennym. Na półpiętrze umieszczono płaskorzeźbę z godłem Polski.
Gmach wpisany jest do gminnej ewidencji zabytków. 26 lipca 2024 obiekt wpisano do rejestru zabytków (nr rej. A/1432/24).